# Brandon Flynn
Brandon Paul Flynn (Miami, 11 ottobre 1993) è un attore statunitense, noto principalmente per il ruolo di Justin Foley nella serie televisiva Tredici, prodotta da Netflix.
È apparso anche nel corto Home Movies nel ruolo di se stesso, e come "Mike the Intern" in BrainDead.

## Biografia
Flynn è nato e cresciuto a Miami, in Florida, dove ha frequentato la New World School of Arts.  Si è laureato presso la "Mason Gross School of the Arts" alla Rutgers University, nel New Jersey nel 2016, con una laurea in Belle Arti.
Il suo primo ruolo come attore, fu quello di Spugna in una trasposizione musicale di Peter Pan, quando aveva dieci anni. Nel 2016 è stato scelto per interpretare Mike in BrainDead - Alieni a Washington mentre dal 2017 interpreta la parte di Justin Foley nella serie di Netflix Tredici. Sin da piccolo ha recitato in opere teatrali tra cui Molto rumore per nulla e Il crogiuolo.

### Vita privata
Il 17 settembre 2017, in occasione del voto sul matrimonio tra le persone dello stesso sesso e in risposta a ciò che hanno fatto i gruppi più radicali che hanno votato no alla legge, alcuni dei quali sono arrivati a noleggiare un aereo per scrivere un enorme "NO" nel cielo, ha scritto un post di critica su Instagram, nel quale ha fatto coming out dichiarandosi parte della comunità LGBT. Nell'ottobre 2024 ha sposato l'autore canadese Jordan Tannahill.

## Filmografia

### Film
- Looks That Kill (Looks That Kill ), regia di Kellen Moore (2020)
- Hellraiser, regia di David Bruckner (2022)
- The Parenting, regia di Craig Johnson (2025)

### Televisione
- BrainDead - Alieni a Washington (BrainDead) – serie TV, episodio 1x07 (2016)
- Tredici (13 Reasons Why) – serie TV, 49 episodi (2017-2020)
- True Detective – serie TV, episodi 3x01-3x02-3x03 (2019)[6]
- Ratched – serie TV (2020)
- Manhunt – serie TV, 7 episodi (2024)

### Video musicali
- 2018 – Lockjaw, di Cook Thugless (feat. Shyrley)

## Teatro
- Kowalski di Greg Ostrin, regia di Colin Handon. The Duke on 42nd Street dell'Off-Broadway (2025)
- Spirit of the People di Jeremy O. Harris, regia di Katina Medina Mora. Williamstown Theatre Festival di Williamstown (2025)

## Doppiatori italiani
Nelle versioni in italiano delle opere in cui ha recitato, Brandon Flynn è stato doppiato da:
- Mattia Bressan in Tredici
- Davide Perino in True Detective
- Luca Mannocci in Ratched
- Francesco Pezzulli in Manhunt